# Kassav'
Kassav' (palavra em crioulo antilhano que significa mandioca) é uma banda de zouk oriunda de Martinica e de Guadalupe formada em 1979. Os membros originais da banda eram Jocelyne Béroard, Jacob Desvarieux, Jean-Philippe Marthély, Patrick St. Éloi (falecido), Jean-Claude Naïmro, e Georges Décimus juntamente com alguns outros componentes, que permanecem pouco tempo no grupo.
Kassav' foi criado em 1979 por Pierre-Édouard Décimus, músico profissional que, juntamente com Freddy Marshall, decidiu transformar a música de carnaval de Martinica e Guadalupe em um estilo mais moderno. A banda foi a primeira a despontar como pioneira do zouk. Seu som se tornou "pan-caribenho", englobando elementos do reggae e da salsa.
Seu primeiro álbum, Love and Ka Dance (1980), estabeleceu aquilo que seria conhecido como o zouk, sendo a banda precursora no estilo. O grupo se tornou cada vez mais popular, atingindo seu auge em 1985 com o álbum Yélélé, onde se destacava o sucesso "Zouk la sé sèl médickaman nou ni (Zouk é o nosso remédio)". Com esta música, o grupo espalhou sua música pela América Latina e também pela Europa e até mesmo em países da Ásia, e África mais concretamente em Angola onde em 1984 começaram sua introdução com shows em Luanda e Malange, popularizando também a dança zouk. Em mais de 40 anos de carreira, o grupo conquistou 5 discos de ouro e 1 de platina.
Em 2021, a banda foi condecorada com a medalha francesa Ordem das Artes e Letras, a mais alta distinção no campo das artes e letras na França.

## Membros
- Jocelyne Beroard
- Jacob Desvarieux
- Georges Decimus
- Patrick Saint-Éloi
- Jean Philippe Marthely
- Jean Claude Naimro

### Músicos e coristas
- Marie Celine Chrone — coro
- Marie Jose Gibon — coro
- Philippe Joseph — teclado
- Patrick St Elie — percussão
- Thomas Bellon — bateria
- Hamid Belhocine  — trombone
- Fabrice Adam — trompete
- Claude Pironneau — saxofone
- Alfred Hovsepian —  trompete
- Jean Jacques Seba — coro